# إيما إيليزا باور
إيما إيليزا باور (بالإنجليزية: Emma Eliza Bower)‏ هي كاتِبة أمريكية، ولدت في 1852 في آن آربر في الولايات المتحدة، وتوفي بنفس المكان في 11 أكتوبر 1937.